# Vitas Gerulaitis
Vitas Gerulaitis (Brooklyn, 26 de Julho de 1954 - Southampton, 17 de Setembro de 1994) foi um tenista profissional lituano-estadunidense. Detentor de um estilo vistoso e grande carisma, foi um dos grandes talentos da década de 70 e começo de 80, ao lado de Bjorn Borg, Jimmy Connors, Guillermo Villas, Arthur Ashe e muitos outros.
Irreverente, Gerulaitis proferiu uma famosa frase depois de vencer Connors em um Masters em 1980: "Que sirva de lição para todos. Ninguém vence Vitas Gerulaitis 17 vezes seguidas".  - Connors havia vencido os últimos 16 jogos.
Lutou contra o vício em drogas durante parte de sua carreira e teve um falecimento trágico devido a um vazamento de gás no quarto de um hotel.

## Grand Slam finais

### Simples: 3 (1–2)
| Posição | Ano  | Campeonato      | Piso   | Oponente     | Placar                       |
| ------- | ---- | --------------- | ------ | ------------ | ---------------------------- |
| Campeão | 1977 | Australian Open | Grama  | John Lloyd   | 6–3, 7–6(7–1), 5–7, 3–6, 6–2 |
| Vice    | 1979 | US Open         | Duro   | John McEnroe | 5–7, 3–6, 3–6                |
| Vice    | 1980 | Roland Garros   | Saibro | Björn Borg   | 4–6, 1–6, 2–6                |